# Ana María Stekelman
Ana María Stekelman (Buenos Aires, Argentina, 1944) es una bailarina y coreógrafa argentina. Es notable por haber creado el «Tangokinesis», un grupo de danza argentino que combina el tango con la danza contemporánea.

## Biografía

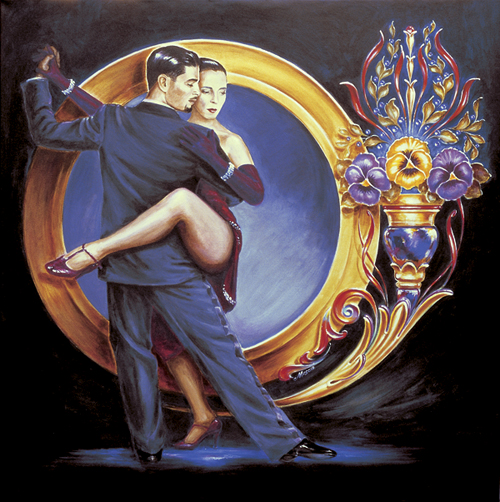
Stekelman es notable por haber fusionado la danza contemporánea y el tango en un proyecto conocido como Tangokinesis, con el cual ha recorrido varios países del mundo.

Ana María Stekelman nació en el barrio de Almagro, en Buenos Aires, Argentina. Su familia posee orígenes rusos-judíos. Desde que era pequeña, se interesó en el ballet, el cual veía en películas, a tal grado que decidió que estudiaría esta disciplina a su momento. Durante su infancia participó en algunas funciones de ballet previo a su ingreso a la Escuela Nacional de Danzas. En 1958, la institución incorporó la danza contemporánea en su programa, al cual se integró poco después Stekelman. 
En ese período bailó en el Ballet Nueva Danza, que era dirigido por la coreógrafa Paulina Ossona, y obtuvo una beca para estudiar en la escuela de danza de la estadounidense Martha Graham. 
Stekelman finalizó sus estudios en EE.UU y retornó a Argentina en 1965, para retomar su trabajo en el Ballet Nueva Danza. Tiempo después, participaría en algunos musicales hasta conocer al coreógrafo Oscar Aráiz, con quien trabajó como bailarina en el Instituto Di Tella. Tres años después, en 1968 , se integró al grupo de ballet del Teatro General San Martín.
En su estancia en París, Stekelman realizó sus primeras coreografías. Posteriormente, se encargó de dirigir el Teatro General San Martín por un lapso de cinco años, tras los cuales retomó su trayectoria como bailarina interesándose en el tango. Después de una segunda dirección del Teatro San Martín, comenzó a idear un proyecto basado en la fusión del tango y la danza contemporánea que pasaría a conocerse como Tangokinesis. En adición a las giras de su compañía tanto a nivel nacional como en el exterior, Stekelman ha colaborado con celebridades tales como los cineastas Carlos Saura, Vittorio Storaro y Marco Risi así como el bailarín Julio Bocca. Ana María Stekelman recibió en 2009 el Premio Konex de Platino como la mejor coreógrafa de la década en la Argentina. En 1989 y 1999 también había recibido el Diploma al Mérito Konex.

### Tangokinesis
En 1993, Stekelman realizó la presentación oficial de su compañía de danza y tango denominada Tangokinesis en el Teatro Andamio. De acuerdo al sitio web oficial de la empresa, el proyecto también fusiona diferentes estilos musicales que van desde la música clásica y la ópera hasta sonidos de percusión y otros ruidos emitidos por elementos como el agua. Desde su debut, Tangokinesis ha participado en varios festivales de danza y películas. En 1993 visitó Francia y, para el año siguiente, llegó a Israel, Bélgica, Bruselas, Bolivia y México. En 2009 la compañía obtuvo el Premio Konex.

## Trayectoria
A continuación, parte de las obras en las que ha participado Stekelman:
- Tango & candombe (coreógrafa)
- Beethoven B (coreógrafa)
- Nuevo Tango (coreógrafa y directora)
- TANGO de Burdel, Salón y Calle (coreógrafa y puesta en escena)
- Perfumes (autora)
- Memorias (1977) (coreógrafa)
- Tangokinesis Happy Hour (directora)
- Ballet argentino (coreógrafa)
- Viejitos chotos (asesora coreográfica)
- Music hall (colaboradora coreográfica)
- Desfile (autora, musicalizadora, coreógrafa y directora)
- Suite de Tangos (coreógrafa)
- Báthory (coreógrafa y directora)
- Coreografías de Oscar Araiz y Ana María Stekelman (coreógrafa)
- Cotillón (coreógrafa y directora)
- Rita, La Salvaje (coreógrafa)
- Tangó (coreógrafa)
- Lentejuelas y Bolero (coreógrafa)